# 片岡礼子のシトラスレター
『片岡礼子のシトラスレター』（かたおかれいこのシトラスレター）は南海放送ラジオ局（F-nam）で2021年9月27日より、毎週月曜日11:45-11:55に生放送されているトーク番組である。女優の片岡礼子がパーソナリティを務める。

## 概要
同番組は南海放送のサービスエリアである愛媛県松前町出身の片岡が、これまでの自らの人生や女優経験、最近出演した作品についての制作の裏話、今後出演する作品の告知、地元愛、子育て論、アロマセラピスト（2級）の経験談などについて毎回フリートークを展開している。不定期ではあるが、リスナーから貰ったメッセージを読み、それに答える形でトークをすることもある（2021年10月25日、2022年5月30日、2022年7月11日放送分など）。
一つのテーマで片岡の話が尽きず時間内に収まらない場合は、2週に渡って放送されることもある（2022年5月16日・5月23日放送分 ラジオドラマの話、5月30日・6月6日放送分 小学生の頃に入っていたクラブ活動の話）。
2022年4月には片岡が「エフナン松前町応援サポーター」に就任。5月2日放送分では応援サポーター就任記念と題して「松前町の好きなところ」（1位：塩屋海岸、2位：恋泉畑（伊予鉄道古泉駅裏の花が咲いている畑）、3位：エミフルMASAKIとシネマサンシャインエミフルMASAKIについてエピソードを交えて話している。
2022年9月26日に放送1周年を迎えた。
2023年1月2日の回は、15:30-15:40の放送となった。同年8月25日、放送100回を迎えた。番組内で発表されたキーワードや必要事項を書いて応募すると、抽選で10名に松前町の会社「ギノーみそ」の商品詰め合わせが当たる企画が行われた。
2025年7月21日に放送200回を迎えた。

## タイムテーブル
- 11:45:00 - オープニング（片岡のプロフィールが読まれる）
- 11:45:34 - まず、放送回数を「シトラスレター○○○通目」という形でアナウンスした後、片岡が今回のテーマについて一言話す
- 11:45:50 - 番組スポンサーの提供読みとCM（時間が前後する場合がある）※スポンサーがない回は片岡のフリートーク開始。
- 11:46:18 - 片岡によるフリートーク
- 11:52:53 - トーク終了（時間が前後する場合がある）
- 11:53:03 - 南海放送ラジオのスポンサーCM（先に番組スポンサーの提供読み→南海放送ラジオのスポンサーCMの回もある）
- 11:53:44 - 番組スポンサーの提供読み（時間が前後する場合がある）
- 11:54:00 - 南海放送ラジオのスポンサーCM
- 11:54:59 - 終了

## テーマ曲
Giovanni Allevi『Japan』

## スタッフ
ディレクター：平野和子（提供読みとディレクターを担当。他番組ではラジオプレゼンターとして活動。元NHK松山放送局のキャスター。2020年3月から南海放送に転職。片岡とは愛媛県立伊予高等学校の同級生である。高校の創立40周年記念講演会に片岡と参加した。）